# The Covenant (Alias)
The Covenant sau "Legământul" este o mare și puternică organizație secretă teroristă în serialul Alias. 
Legământul este format din foști membri KGB și ai Comitetului Central, toți dedicați noii concepții mondiale create de Milo Rambaldi. Funcționa mai mult ca și familie de crimă organizată. La un moment dat, avea șase lideri de celule, până când Julian Sark și Lauren Reed (un agent dublu în interiorul NSC, care a fost soția lui Michael Vaughn) i-a asasinat pentru a deține mai multă putere. Legământul i-a asigurat eliberarea lui Sark în vederea obținerii moștenirii acestuia, fiind descendent al dinastiei Romanov. McKenas Cole a reușit cumva să își asigure propria lui eliberare și era acum cel de-al doilea printre cei mai puternici indivizi din cadrul Legământului. Pe parcursul sezonului 3, își avea baza în Sankt Petersburg. Două din companiile de fațadă au fost Dryden Bank și Chantre Telecom.
Între sezonul 2 și 3, Legământul a răpit-o pe Sydney Bristow și a încercat să îi spele creierul, pentru a o face să creadă că este un agent al Legământului. Sydney a devenit un agent dublu pentru CIA, folosindu-se de numele Julia Thorne pentru aproape doi ani. În final, Sydney a părăsit Legământul și și-a șters memoria celor doi ani, în efortul de a preveni Legământul să găsească un important obiect al lui Rambaldi. Directorul adjunct FBI Kendall, mai târziu, i-a spus lui Sydney cum și-a petrecut cei doi ani și cum a reușit să evadeze de la Legământ cu ajutorul lui. 
La sfârșitul sezonului 3, Lauren Reed a fost omorâtă, iar Sark capturat. În sezonul 4, Legământul nu a mai continuat să fie o amenințare, iar Sark, mai târziu, a numit acest fapt "o implozie a Legământului". Dar, această "implozie" s-a dovedit a fi un șiretlic la care a apelat Elena Derevko. S-a dezvăluit că Elena a fost conducătorul Legământului și că Irina Derevko a încercat să oprească planul Elenei. Noul sediu al Elenei din Praga a fost distrus, dar ea a reușit să scape. 
Planul Elenei, bazat pe interpretarea uneia dintre profețiile lui Rambaldi, a fost crearea unei apocalipse, numite Il Diluvio, Inundația. Agenții Legămâmtului au otrăvit rezervele mondiale de apă cu o substanță inventată de Rambaldi, apoi Elena a activat un uriaș dispozitiv Mueller în Sovogda, Rusia. Alături de acea substanță, dispozitivul îi determina pe cei care au băut din acea apă să devină excesiv de agresivi. Cu ajutorul Irinei, echipa APO a reușit să prevină Inundația și să o omoare pe Elena. Dar, din păcate, Nadia Santos fusese capturată de Elena și injectată de aceasta cu apă otrăvită, ceea ce a determinat-o să se lupte cu sora ei, Sydney, precum a prezis Rambaldi. Sydney a reușit să supraviețuiască, datorită intervenției lui Arvin Sloane, care a împușcat-o pe Nadia și a pus-o în comă. 

## Cunoscuți membri ai Legământului
- Elena Derevko (lider)
- Ned Bolger (alias "Arvin Clone;" se credea Arvin Sloane și nu membru al Legământului)
- Kazari Bomani
- Sydney Bristow (alias Julia Thorne; agent dublu)
- McKenas Cole (cel de-al doilea membru după importanță și șeful de operațiuni)
- "Irina Derevko" (nu se cunoaște numele adevărat; s-a oferit voluntară pentru a fi dublura Irinei; a fost omorâtă de Jack Bristow)
- Katya Derevko (aliat, probabil un șiretlic pentru a o opri pe Elena)
- Allison Doren
- Johannes Gathird (unul dintre liderii celulelor; a fost asasinat de către Lauren Reed)
- Gerhard Kronish (un alt lider al unei celule, asasinat de Sark sau Lauren)
- Leonid Lisenker (dezertorul din Coreea de Nord)
- Oleg Madrczyk (a încercat să o trasforme pe Sydney în Julia Thorne; mai târziu ucis de Sydney)
- Calvin McCullough (fost membru SD-6, responsabil pentru crearea lui "Arvin Clone")
- Lucien Nisard (a organizat raidul asupra DCS pentru a obține invențiile lui Rambaldi)
- Lauren Reed (co-lider al celulei nord-americane)
- Olivia Reed
- Uschek San'ko (principalul om de contact al lui Sark'. A format Frontul Revoluționar Cadmus din foști agenți ai Legământului. A fost asasinat de către Anna Espinosa)
- Julian Sark (co-lider al celulei nord-americane, principalul finanțator)
- Arvin Sloane (prima dată agent dublu, apoi partener -s-a dovedit că tot ca agent dublu- cu Elena)
- Gordei Volkov (asasin rus)